# Columbus (Kentucky)
Columbus è una città di 5º livello dello stato del Kentucky, appartenente alla Contea di Hickman. Nata nel 1804 con il nome di Iron Banks, le venne cambiato nome in Columbus nel 1820, in onore dello scopritore e navigatore italiano Cristoforo Colombo.